# Die sieben Häupter
Die sieben Häupter ist ein historischer Roman aus dem Jahr 2004, der als Gemeinschaftswerk verschiedener deutscher Autoren entstand.

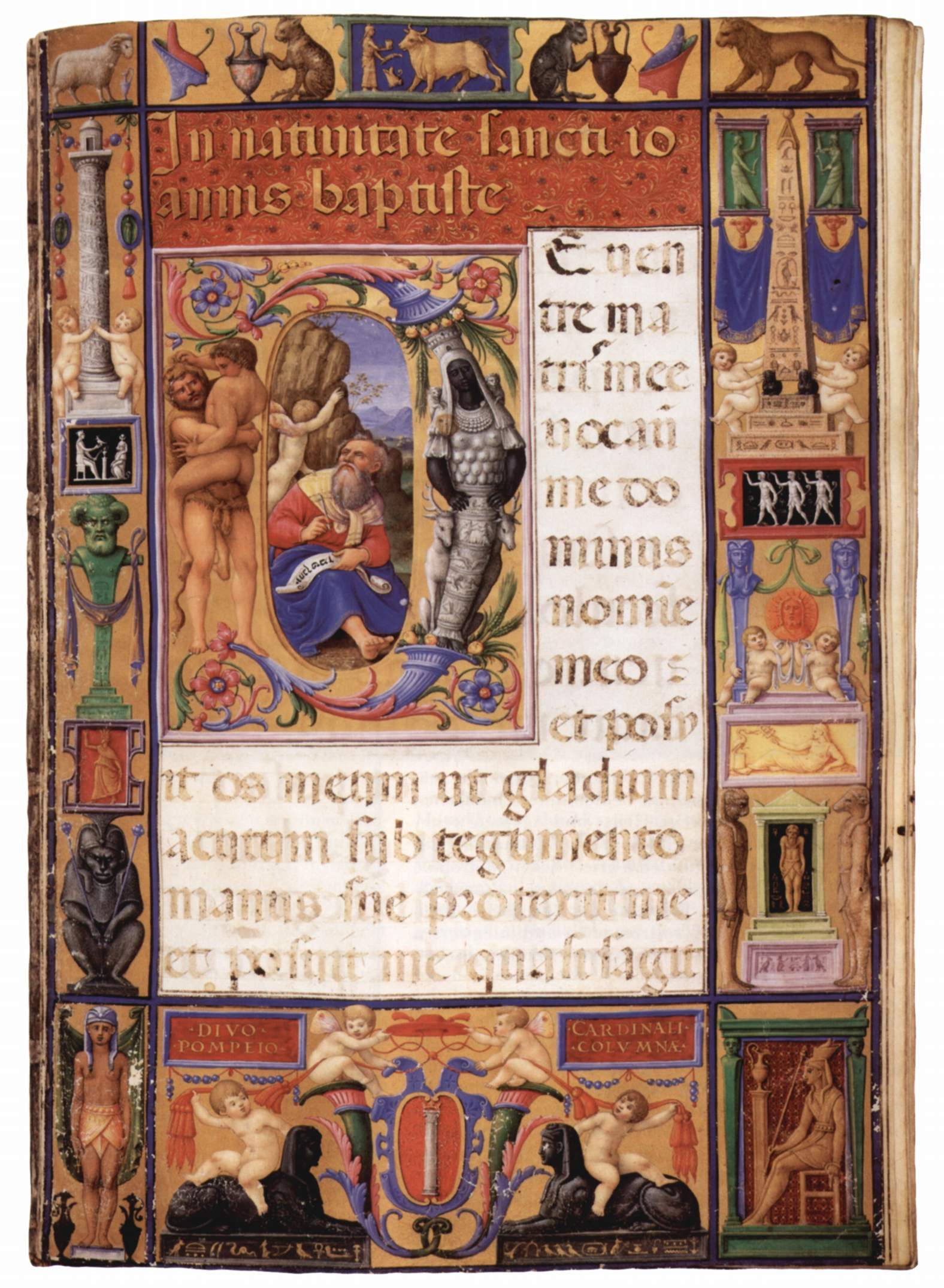
Ziert das Cover des Romans: Giulio Clovios Berufung des Johannes (um 1532)

## Historischer Hintergrund
Der Roman spielt im Jahr 1223 im damaligen sächsischen Raum. Teile der Handlung finden auf der Burg Anhalt, im Kloster Nienburg, in Schmöckwitz und auf der Burg Meißen statt. Grundlage der Handlung ist die Suche von verschiedenen Personen um die verfeindeten Herrscher Heinrich I. und Albrecht I. nach einem Säckchen Schwarzpulver, „Drachensamen“ genannt, das seinen Weg aus dem entfernten Cathay nach Sachsen gefunden hat, hier verloren ging und dem Besitzer die Macht über die Welt verspricht.

## Handelnde Personen
Auf der Seite Heinrich I.
- Ludger von Repgow: Neffe des Eike von Repgow, Minnesänger am Hof Heinrich I.
- Johann und Otto von Brandenburg: Neffen von Heinrich I.
- Thaddäus von Hildesheim: Benediktinermönch und Erzieher von Johann und Otto
- Irmgard von Thüringen: Frau von Heinrich I.

Auf der Seite Albrecht I.
- Bernhard von Aken: Kastellan im Dienste Albrecht I., sein Vertrauter
- Roswitha von Eichholz: seine Geliebte

Im Kloster Nienburg
- Abt Gernot: Abt des Klosters Nienburg
- Hagatheo: Senpekte, Mönch im Kloster Nienburg
- Dobresit: Zupan und Dorfältester, Verwalter des Landes für das Kloster Nienburg
- Tezlaw: sein Kumpan, Dieb

In Schmöckwitz
- Jakob von Klosterbruch: Burgherr auf Burg Köpenick und Herr von Schmöckwitz
- Pribislaw: Enkel des Sprewanefürsten Jaxa von Köpenick
- Budiwoj: Fischer und Triglaw-Priester in Schmöckwitz
- Petrissa: seine Tochter und heimliche Geliebte Pribislaws
- Kruto: Dorfältester von Schmöckwitz

Weitere Personen
- Ethlind: Bauernmädchen, das den verwundeten Matteo pflegt
- Erzbischof von Magdeburg

## Inhalt
Im Dorf Repgow in Sachsen pflegt das Bauernmädchen Ethlind einen geheimnisvollen Fremden gesund, der offenbar als Bote unterwegs war. Er trägt ein Säckchen mit unbekanntem Inhalt bei sich, das sie für ihn im Herrensitz Eike von Repgows versteckt, der hier gerade am Sachsenspiegel arbeitet. Unterdessen wurde auf der Burg Meißen das Verschwinden des Boten in der Nähe von Repgow bemerkt. Bernhard von Aken, der Vertraute von Albrecht I., soll den Boten namens Matteo und seine mitgeführte Ware, ein Säckchen mit sogenanntem „Drachensamen“, finden. Seine Geliebte Roswitha, die sich in der Gegend auskennt, bietet sich als Spionin an, verspricht Bernhard doch bei erfolgreicher Mission sie zu heiraten und so zu einer ehrbaren Frau zu machen. Um unerkannt zu sein, verkleidet sich Roswitha als Mann und gibt sich als Konrad von Rietzmeck aus.
Auch Thaddäus von Hildesheim, machtvoller Benediktinermönch am Hof Heinrich I., hat von dem Boten und seiner wertvollen Fracht erfahren. Er schickt den Minnesänger Ludger von Repgow auf die Mission, den „Drachensamen“ zu finden. Obwohl sich Ludger zunächst weigert, erpresst ihn Thaddäus, da er von einer Beziehung Ludgers zu Irmgard von Thüringen weiß.
Ludger und Roswitha treffen in Repgow aufeinander, wo sich beide nach anfänglichen Streitigkeiten entschließen, zusammen auf die Suche nach dem Boten und damit dem Drachensamen zu gehen. Ethlind und Matteo jedoch halten sich nicht mehr im Dorf auf, sondern sind zum Kloster Nienburg gegangen, wo sich Ethlind die Heilung Matteos erhofft. Der jedoch wird vom dortigen Abt Gernot gefoltert, ist dem Kloster doch eine wertvolle Reliquie gestohlen wurden, die sich auf dem Weg nach Nienburg befand. Mit ihr hoffte der Abt, der von Albrecht I. geblendet wurde und einen Teil seiner Zunge verlor, zu gesunden. Matteo wird verdächtigt, die Reliquie gestohlen zu haben.
Ludger und Roswitha kommen zum Kloster, in das sich Roswitha, wiederum als Frau verkleidet, einschleicht. Sie hört von Mönch Hagatheo, dass ein Säckchen nach einem Kampf vom zwielichtigen Dobresit und seinem Kumpan Tezlaw entwendet wurde und in einen Brunnen bei Kleinzerbst geworfen wurde. Sie lenkt die Aufmerksamkeit Hagatheos auf Ludger, der in Grimschleben auf sie wartet. Sie selbst begibt sich zum Brunnen, wo sie auf Tezlaw trifft. Sie wird von ihm gezwungen, das Säckchen – das offenbar keinen Drachensamen enthält – aus dem leeren Brunnen zu holen. Tezlaw lässt sie anschließend im Brunnen zurück. Erst drei Tage später wird sie von den zufällig vorbeikommenden Männern um Irmgard von Thüringen gerettet und auf den Herrensitz Eike von Repgows gebracht. Irmgard von Thüringen begleitet die jungen Johann und Otto von Brandenburg zum Erzbischof von Magdeburg. Beide sind die Mündel des Erzbischofs.
Ludger wurde unterdessen von Hagatheo und seinen Männern gejagt und schließlich in Schmöckwitz gesund gepflegt. Hier hoffen der slawische Pribislaw in ihm den Mann gefunden zu haben, den ihnen Kriegsgott Triglaw als Fremden prophezeit hat, mit dessen Hilfe Pribislaw zwischen Spree und Dahme ein großes Reich errichten wird. Hagatheo, der Ludger in Schmöckwitz aufspürt, wird von Pribislaws Männern ermordet. Ludger selbst wird als Geisel benutzt, um von Heinrich I. Lösegeld zu erpressen. Heinrichs Männer befreien ihn und brennen Schmöckwitz nieder.
Ethlind gelingt die Flucht aus dem Kloster Nienburg. Nach langem Fußmarsch kommt sie in Repgow an, wo sie im Herrensitz Eike von Repgows das versteckte Säckchen Drachensamen sucht. Es befindet sich jedoch nicht mehr an seinem Platz. Bernhard von Aken, der sich auf den Weg nach Repgow gemacht hat, um seinerseits nach dem Säckchen Drachensamen zu suchen, trifft auf Roswitha, der die Flucht vom Herrensitz Eike von Repgows gelungen ist. Dort hat Thaddäus von Hildesheim inzwischen das Säckchen mit dem Drachensamen an sich nehmen können, das Johann und Otto von Brandenburg zufällig beim Spielen entdeckt hatten. Er begibt sich mit seinem Schatz zur Burg Anhalt. Bei ersten Experimenten mit dem grauen Pulver wird er durch die Explosion verletzt, ahnt jedoch die Kraft des Pulvers, dessen genaue Anwendung er jedoch nicht kennt. Er kann dem verletzten Matteo im Kloster Nienburg die Anwendung des Pulvers entlocken und gibt ihn zusammen mit Ethlind, die zwischenzeitlich Gefangene auf dem Herrensitz von Eike von Repgow war, frei. Ethlind und Matteo werden ein Paar.
Roswitha und Ludger treffen in einer kleinen Spelunke aufeinander – Roswitha kommt vom Kloster Nienburg, wo sie Hinweise auf den Verbleib von Ethlind und Matteo zu finden hoffte, jedoch keinen Erfolg hatte. Ludger traf auf dem Weg zur Burg Anhalt auf Thaddäus, der ihn wegen der gescheiterten Mission rügte, sodass er sich nicht zurück zur Burg traut. Roswitha offenbart Ludger, dass sie nicht Konrad von Ritzmeck, sondern eine Frau ist.
Bernhard hat sich als Mönch verkleidet auf der Suche nach Roswitha in das Kloster Nienburg geschlichen, wo kurze Zeit später Graf Heinrich I., Thaddäus und dessen Männer mit Roswitha und Ludger erscheinen. Heinrich I. wird von Thaddäus in die Macht des Drachensamens eingeweiht, Heinrich I. wiederum vergibt Ludger das Scheitern seines Auftrages und betraut ihn mit einer neuen Aufgabe: Er soll in seinem Namen ein Geschenk zum Erzbischof von Magdeburg bringen. Was Ludger nicht weiß ist, dass es sich dabei um eine Kiste mit Schwarzpulver handelt, den er vor dem Erzbischof und seinen Mündeln entzünden soll, um alle drei zu töten. Heinrich I. könnte sich daraufhin die Ländereien von Johann und Otto von Brandenburg einverleiben.
Während Ludger auf dem Weg zum Erzbischof nach Magdeburg ist, wird Roswitha zusammen mit Tetzlaff von den Männern des Abtes Gernot aus dem Kloster entführt. Tetzlaff hatte Abt Gernot das aus dem Brunnen geholte Säcklein überbracht, das Knochen eines Heiligen enthalten sollte, Gernot jedoch nicht von seiner Blindheit geheilt hat. Bernhard gelingt es, Roswitha mit einem Trick zu retten. Beide begeben sich nach Magdeburg, um den geplanten Anschlag auf den Erzbischof zu verhindern. Auch Thaddäus ist in Magdeburg angekommen, um seinen Plan umgesetzt zu sehen. Es kommt schließlich zur Explosion, bei der Thaddäus und Ludger getötet werden. Roswitha, die Ludger und Bernhard geliebt hat, kann sich nun für Bernhard entscheiden. Bei einem abschließenden Besuch bei Irmgard von Thüringen, der sie vom Tod ihres Geliebten Ludger berichtet, kann sie durchsetzen, dass Ethlind und Matteo am Hof angestellt werden.

## Aufbau und Entstehung
Der Roman besteht aus Prolog, Epilog und 21 Kapiteln. Insgesamt waren am Roman elf Autoren und ein Autorenduo beteiligt, die jeweils zumeist zwei vollständige Kapitel verfassten:
- Prolog: Guido Dieckmann
- Kapitel 1 und 2: Rebecca Gablé
- Kapitel 3 und 4: Titus Müller
- Kapitel 5 und 6: Helga Glaesener
- Kapitel 7 und 8: Horst Bosetzky
- Kapitel 9 und 10: Tessa Korber
- Kapitel 11 und 12: Mani Beckmann
- Kapitel 13 und 14: Malachy Hyde (= Ilka Stitz und Karola Hagemann)
- Kapitel 15 und 16: Ruben Wickenhäuser
- Kapitel 17: Guido Dieckmann
- Kapitel 18 und 19: Richard Dübell
- Kapitel 20 und 21: Belinda Rodik
- Epilog: Tanja Kinkel

Initiiert wurde der Roman von Autorenkreis Historischer Roman Quo Vadis, dem alle Autoren des Romans angehören. Es war der erste Gemeinschaftsroman, der vom Autorenkreis initiiert wurde. Insgesamt hat der Autorenkreis mit Der zwölfte Tag (2006) und Das dritte Schwert (2008) zwei weitere Romane veröffentlicht. Die sieben Häupter erlebte bisher sieben Auflagen. Das Cover ziert Giulio Clovios um 1532 entstandenes Werk Berufung des Johannes aus der Colonna Missale.

## Kritik, Fortsetzungen
Die Welt bezeichnete Die sieben Häupter als „gelungenes literarisches Experiment“, das von „Meister[n] des historischen Genres“ geschrieben worden sei.
Der Autorenkreis schrieb (in teilweise anderer Zusammensetzung) weiterhin „Der zwölfte Tag,“ 2006, und „Das dritte Schwert,“ 2008.